# Karel Steiner
Karel Steiner (26. ledna 1895, Praha – 29. dubna 1934, Praha) byl český fotbalista, obránce, československý reprezentant.

## Sportovní kariéra
S fotbalem začal v roce 1912 v SK Bubeneč, odtud přestoupil do Viktorie Žižkov kde utvořil se Zvelebilem (padl v první světové válce) nejlepší obranu. Po převratu přestoupil do Sparty Praha se kterou se zúčastnil zájezdu do Španělska, kde byl však tak vážně zraněn že nemohl dva roky hrát.
Za československou reprezentaci odehrál v letech 1920–1930 čtrnáct utkání a vstřelil 3 góly. Byl člen takzvané „železné Sparty“, tedy slavného mužstva pražské Sparty z první poloviny 20. let 20. století. Za Spartu hrál v letech 1920–1927 a stal se s ní dvakrát československým mistrem (1926, 1927) a několikrát středočeským mistrem (vítězem tzv. Středočeské 1. třídy, obvykle nazývané Středočeská liga) – i v roce 1923, kdy šlo o nejvyšší a nejprestižnější soutěž v zemi. Roku 1927 přestoupil do Viktorie Žižkov, s níž pak vybojoval další titul, roku 1928, který je historickým úspěchem Viktorie, jediným titulem v její historii. Český sportovní novinář a historik Zdeněk Šálek o něm napsal: "Jeden z nejlepších obránců naší fotbalové historie. Pomalejší hráč, technik, stratég, střelec branek z velkých vzdáleností."
Do posledních chvil snažil se Viktorii Žižkov zachránit setrvání v lize (1934). V pátek 20.4.1934 ještě trénoval, ale pak se mu udělalo nevolno a v bezvědomí byl převezen do Vinohradské nemocnice. Zemřel aniž by se probral z kómatu 29.4.1934.